# Chester Greenwood
Chester Greenwood (4 de diciembre de 1858 – 5 de julio de 1937), de Farmington (Maine), inventó las orejeras en 1873, a la edad de 15 años. Según los informes, se le ocurrió la idea mientras patinaba sobre hielo y le preguntó a su abuela para coser mechones de pelo entre los bucles de alambre. Su patente fue para la mejora de los protectores auditivos. Él fabricó estos protectores de oídos, proporcionando puestos de trabajo para las personas en el área de Farmington desde hace casi 60 años.
Greenwood también patentó una tetera, una variación del rastrillo de acero de dientes, una caja de fósforos de publicidad, y una máquina que se utiliza para producir carretes de madera de hilo y el hilo. Inventó, pero no lo hizo patente, el titular de paraguas para los carteros. El número total de patentes de Greenwood llevó a cabo parecer ser impugnada: Algunos afirman que sólo un puñado, mientras que otros demandan más de 100. La memoria de este último ayuda a aumentar el legado histórico de Greenwood.
Además de ser un inventor, Greenwood era el propietario de un negocio de bicicletas y un negocio que implica un sistema de calefacción mejorado. También introdujo de uno de los primeros sistemas de telefonía en Farmington. Era un maquinista consumado, un miembro activo de la comunidad, un desarrollador de negocios, un miembro de la iglesia unitaria y un hombre de familia. Su esposa, Isabel (neé Whittier), era una partidaria del sufragio femenino. Él e Isabel fueron padres de cuatro hijos.

## Día de Chester Greenwood
En 1977, el estado de Maine declaró el 21 de diciembre para ser el Día de Chester Greenwood. Farmington continúa celebrando el "Día de Chester Greenwood" con un desfile en el primer sábado de diciembre.
El Chester Greenwood House en Farmington está incluido en el Registro Nacional de Lugares Históricos.